# ورزشگاه شهدای شهر قدس
ورزشگاه شهدای شهر قدس، یک ورزشگاه فوتبال است که در شهر قدس، در استان تهران جای دارد.
این ورزشگاه گنجایش ۸,۰۰۰ هزار تماشاگر را دارد و در زمینی ۹ هکتاری با زمین چمن ۱۲ هزار مترمربع و زیربنای ۲٬۰۰۰ متر مربع در ۳ طبقه شامل سالن همایش، رختکن، سکوی تماشاگران، بخش اداری، سرویس‌ها، اتاق کنترل و پارکینگ ساخته شده‌است.
در سال ۱۴۰۳ به دلیل بازسازی گسترده‌ی ورزشگاه آزادی بازی‌های تیم‌های فوتبال پرسپولیس و استقلال تهران در لیگ‌برتر و هم‌چنین آسیا، در این استادیوم برگزار شدند.

## پیشینه
ورزشگاه شهدای شهر قدس با گنجایش ۸,۰۰۰ نفر در خرداد ماه ۱۳۸۴ به صورت نیمه‌کاره گشایش یافت. این ورزشگاه در زمینی به مساحت ۸ هکتار و زمین چمن ۱۲٬۰۰۰ متر مربع و زیر بنای ۲٬۰۰۰ متر مربع در ۳ طبقه شامل سالن همایش، رختکن، سکوی تماشاگران، قسمت اداری، سرویس‌ها و پارکینگ بنا شده که اجرای قسمت‌هایی از آن به خاطر کمبود منابع مالی نیمه‌کاره مانده است. این مجموعه در بازه زمانی یک ساله، میزبان مسابقات متعدد استانی و کشوری بود و تیم‌هایی معروف در این استادیوم تمرین داشته‌اند. مسابقات فوتبال نوجوانان غرب آسیا در این ورزشگاه برگزار شد.
در این استادیوم تیم‌های گوناگون در سطح شهر به انجام تمرینات و برگزاری مسابقه می‌پردازند. افزون بر تیم‌های بومی، باشگاه فوتبال پیکان، بازی‌های لیگ دسته یک خود را در این زمین برگزار می‌کرد و فینال و جشن پیروزی و راهیابی به لیگ برتر را در همین زمین برپا کرد و هم‌اکنون نیز در این ورزشگاه بازی‌های خود را انجام‌می‌دهد. این ورزشگاه، ورزشگاه خانگی تیم فوتبال پیکان است. تیم پیکان به خاطر قرعه‌کشی ۲ دستگاه خودرو که در پایان بازی‌های حساس خانگی‌اش انجام می‌داد، نزد شهر قدسی‌ها محبوب است. تیم سایپا نیز بعضی از بازی‌های خود را در این ورزشگاه انجام می‌دهد.

## ایمنی
ورزشگاه بر پایه گزارش‌ها در سال ۲۰۲۳ و ۲۰۲۴ دارای مشکلات جدی ایمنی برای کارکنان و تماشاگران است. برق گرفتگی کارکنان، سقوط برخی از جسم‌های سخت، آسیب دیدگی کارکنان، مشکل در آمبولانس و درمان، مشکلات آسفالت، مشکل سیستم صوتی و برق، از جمله مشکلات ورزشگاه بوده‌اند.

## دسترسی و ترابری همگانی
این ورزشگاه در غرب تهران به نشانی تهران، کیلومتر ۲۰ بزرگراه فتح، شهرقدس، بلوار شهید کلهر، ابتدای خیابان ۳۰ متری شهدا جای گرفته است. ترابری همگانی، تنها شامل تاکسی‌رانی شده است.

## نگارخانه

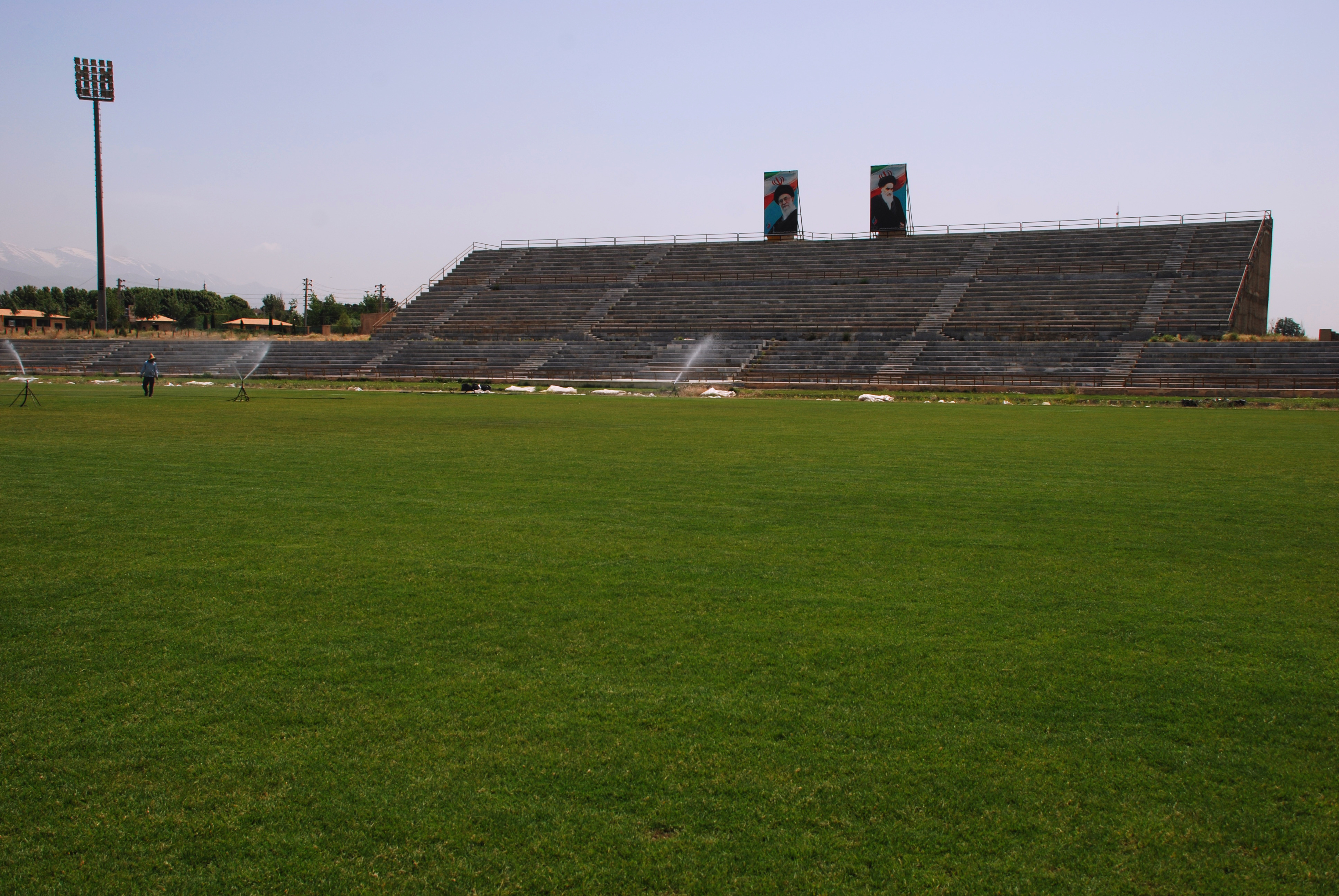
ورزشگاه شهدای شهرقدس دید جنوب شرقی
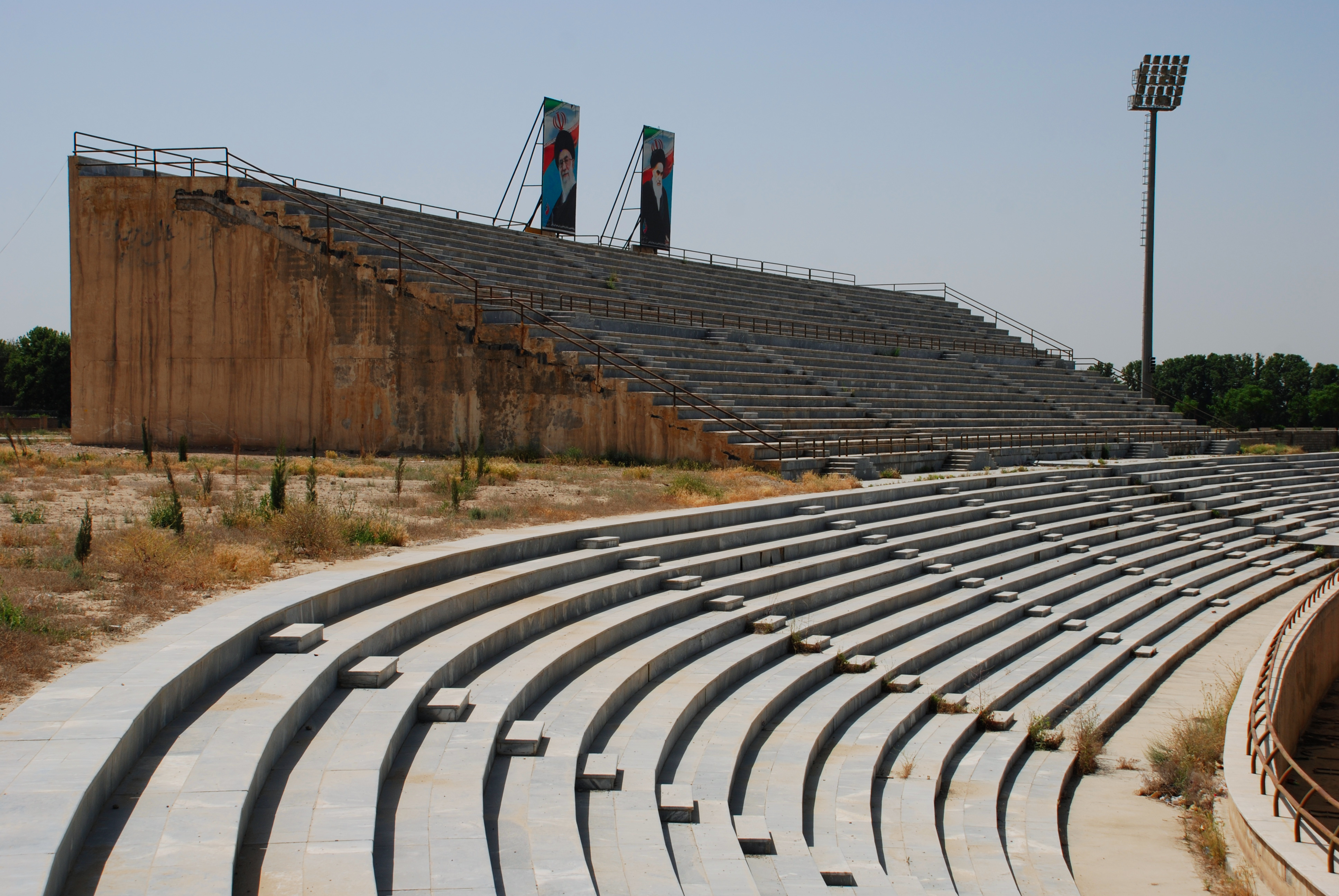
ورزشگاه شهدای شهرقدس دید جایگاه شرقی